# 圣热讷维耶沃代布瓦 (卢瓦雷省)
圣热讷维耶沃代布瓦（法語：Sainte-Geneviève-des-Bois）是法国卢瓦雷省的一个市镇，属于蒙塔日区。该市镇总面积40.74平方公里，2009年时的人口为1073人。

## 人口
圣热讷维耶沃代布瓦人口变化图示